# Абкайк (аэропорт)
Абкайк (араб. مطار بقيق‎; (ИКАО: OEBQ) — маленький частный аэропорт, который находится в 10 км к западу от Абкайка в восточной провинции Саудовской Аравии. Он занимает около 0,35 км², окружён фермами и пустыней. Аэропорт находится в 65 км от Даммама — крупнейшего города провинции. Однако ближайший крупный город — Эль-Мубарраз, который находится в 55 км к югу.

## Обзор
Аравийская нефтяная компания «Saudi Aramco» владеет аэропортом и ранее использовала его для полётов внутри королевства, пока не был построен аэропорт Король Фахд, куда переехали самолёты компании. В данный момент аэропорт Абкайк не используется.

## Сооружения
У аэропорта одна взлётная полоса длиной в 1851 метр и шириной в 34 метра. Также есть два парковочных места для самолётов среднего размера.